# Zhaitang Dao
Zhaitang Dao (kinesiska: 斋堂岛) är en ö i Kina. Den ligger i provinsen Shandong, i den östra delen av landet, omkring 290 kilometer sydost om provinshuvudstaden Jinan.